# Jezero (TV-serija)
Jezero je slovenska kriminalistična TV serija, ki je nastala po romanih Tadeja Goloba. Gre za detektivsko nadaljevanko s pridihom skandinavskega noir žanra. Prvi del je bil na sporedu 22. decembra 2019 na prvem programu TV Slovenija. Prva dva dela nadaljevanke sta bila sicer premierno prikazana že avgusta 2019 na filmskem festivalu v Sarajevu.
Glavni lik je višji kriminalistični inšpektor Taras Birsa (Sebastian Cavazza).

### Prva sezona
Posneta je po Golobovem romanu Jezero. Postavljena je v idilično pokrajino Triglavskega narodnega parka. Prikazuje Birso, ki razrešuje primer umora mlade ženske, poleg tega pa se spopada z osebnimi težavami.
Zadnji, šesti del, je bil na sporedu 26. januarja 2020. Producent je bil Janez Pirc.

### Druga sezona
Avgusta 2021 je bilo končano snemanje za drugo sezono, ki bo vsebovala 6 delov po 50 minut. Prav tako je posneta po delih Tadeja Goloba in sicer sta za podlago služila Leninov park in Dolina rož. Za razliko od prve sezone se dogaja v Ljubljani, kjer je potekalo snemanje.

## Gledanost

### Prva sezona
Med slovenskim občinstvom je dosegla dobro gledanost. V povprečju si jo je ogledalo 14,0 odstotka ali 265.000 gledalcev, kar predstavlja 25-odstotni delež vseh gledalcev televizije. Vsaj minuto kateregakoli od predvajanih delov si je ogledalo kar 800.000 različnih gledalcev, starejših od 4 let.

## Ekipa

### 1. sezona[4]
- fotografija: Miloš Srdić
- scenograf: Miha Knific
- kostumografka: Nadja Bedjanič
- oblikovalka maske: Eva Uršič
- montažerka: Ivana Fumić
- avtor glasbe: Davor Herceg